# 園瀬川

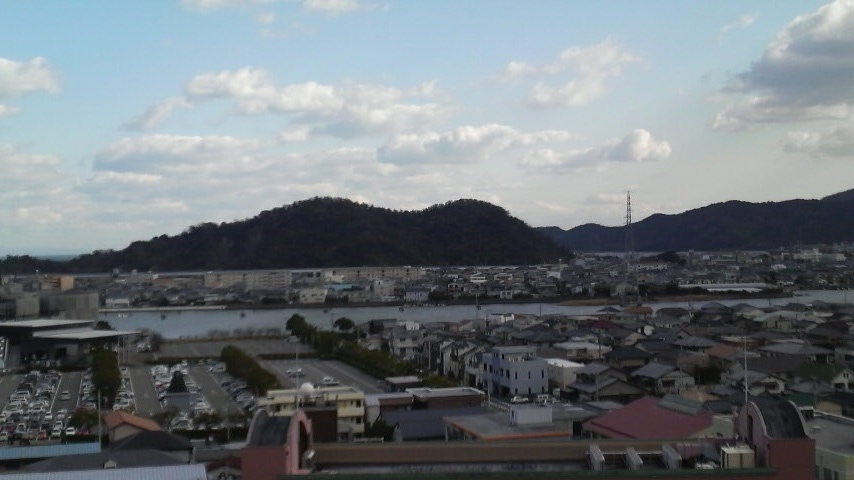
津田山と園瀬川

園瀬川（そのせがわ）は、徳島県徳島市と名東郡佐那河内村を流れる一級河川である。

## 地理
名東郡佐那河内村にある大川原高原の旭ヶ丸が水源であり、そこから徳島市を流れる新町川下流部で合流する。
支流には大松川、冷田川、多々羅川などがある。
下流でゴミなどが多々見られるが多くの生物が確認されている。
園瀬川には多くの絶滅危惧植物が生息しており、タコノアシ、ノニガナ、フジバカマ、ウラギク、カワヂシャ、ユキワリイチゲ等が生息している。

## 支流

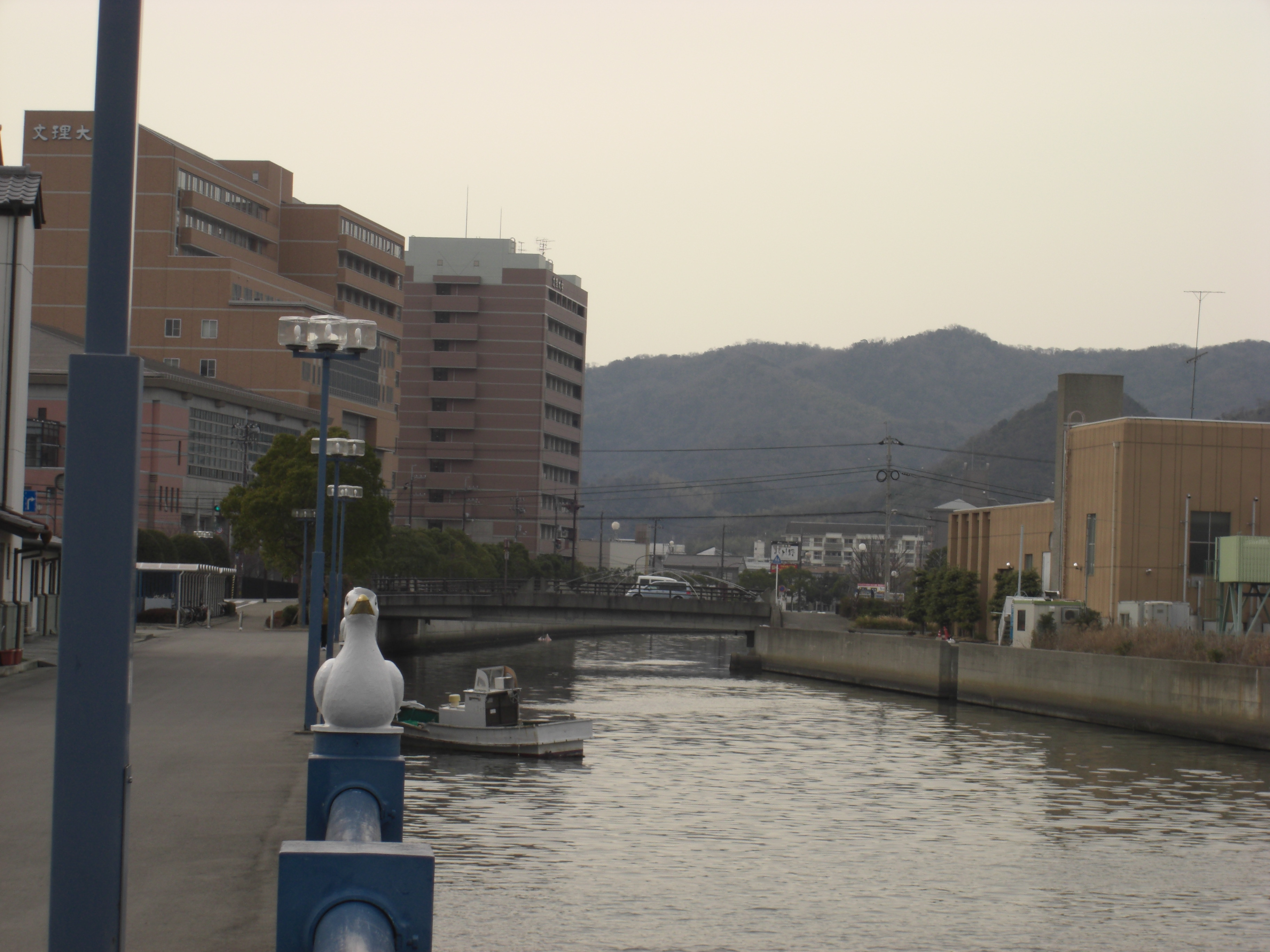
御座船入江川
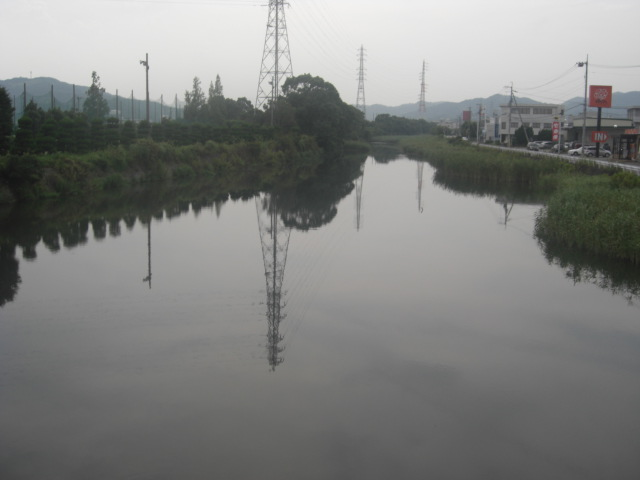
冷田川
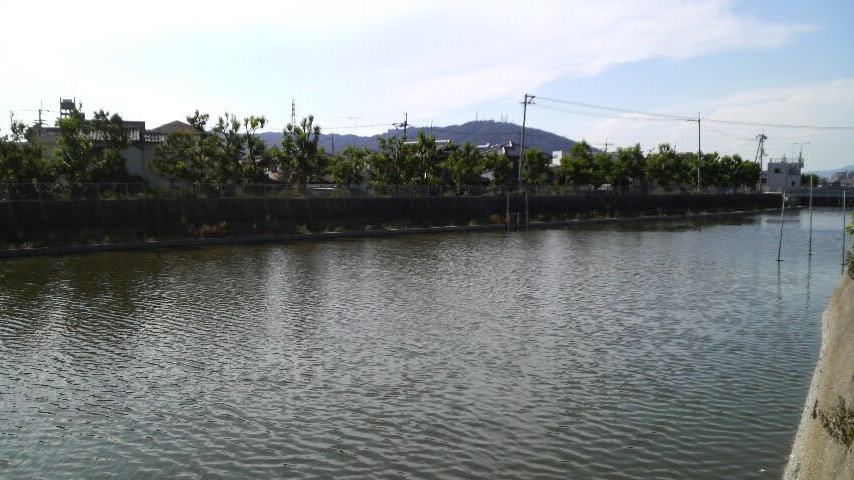
千切山川
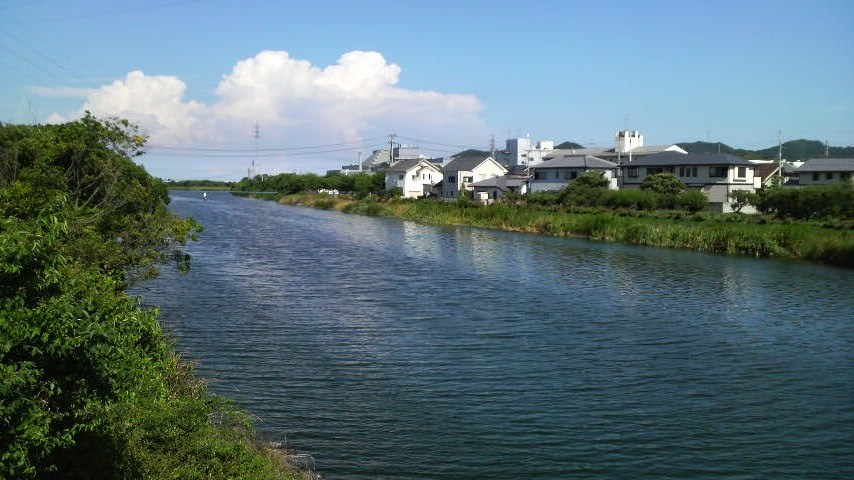
多々羅川
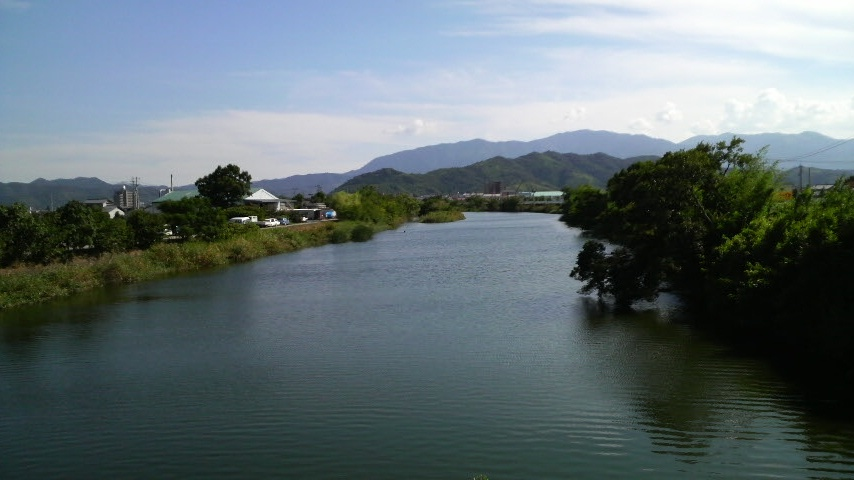
大松川
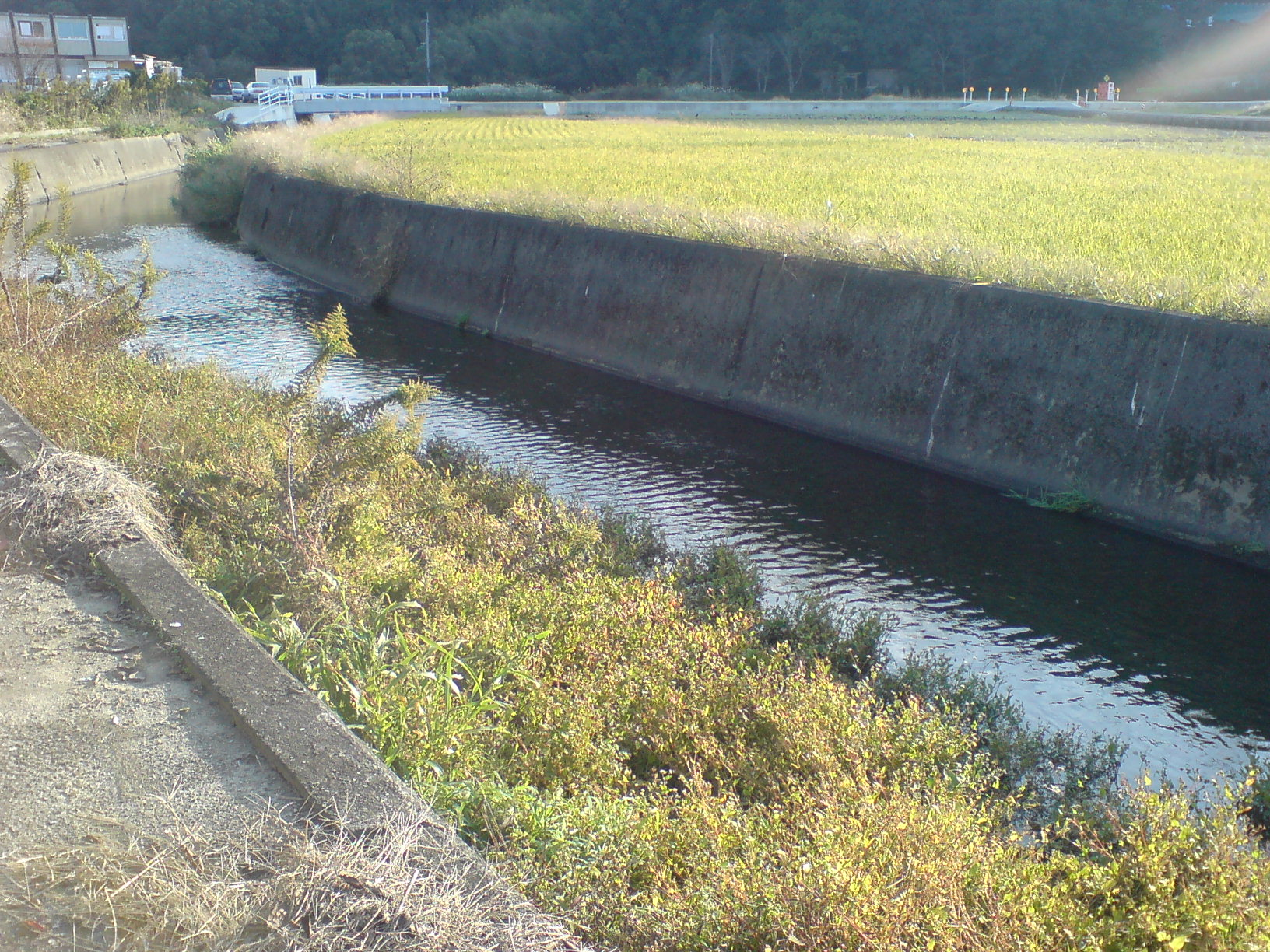
星河内谷川
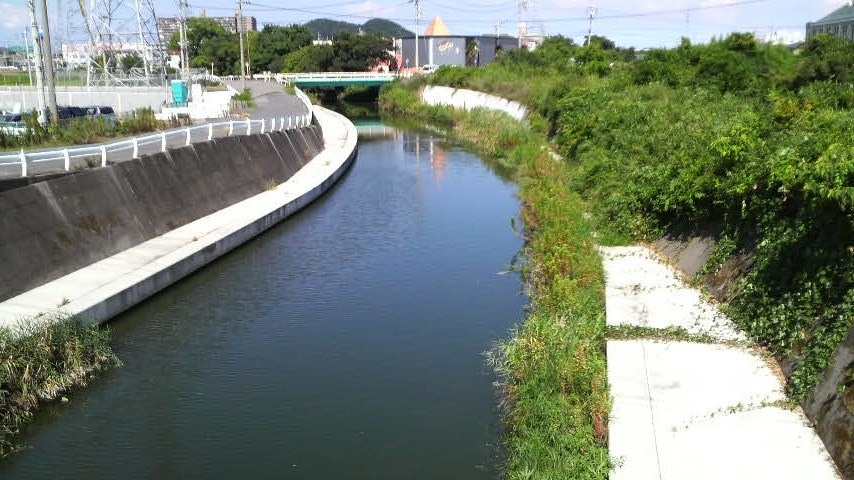
新川
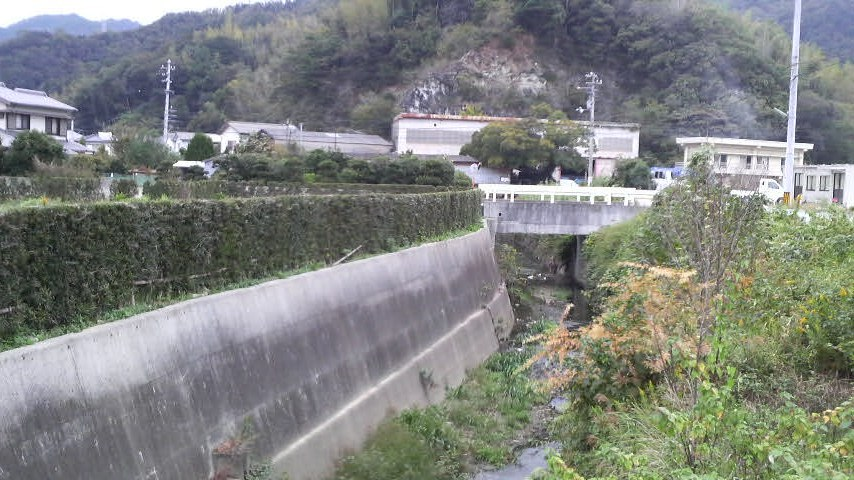
長谷川

- 嵯峨川
- 根郷川
- 音羽川

## 橋梁
- 尾境橋
- 西地橋
- 花房橋
- 色面橋
- 鶴熊橋
- 西光寺橋
- 川北西橋
- 川北東橋
- 寺山橋

- 園瀬橋
- 文化の森橋
- 向寺山橋
- 晒屋橋
- 法花大橋
- 法花小橋
- 大野橋
- 大野大橋
- 津田橋

他

## 流域の施設
- マルナカ徳島店
- 徳島県文化の森総合公園
- とくしま動物園
- とくしま植物園

## 自然景勝地
- 中津峰山
- 向寺山
- 津田山
- 眉山